# Hospital General de Agudos Parmenio T. Piñero
El Hospital General de Agudos “Parmenio Piñero” es uno de los hospitales públicos metropolitanos de la ciudad de Buenos Aires, Argentina. Su dirección es Av. Varela 1301, y se encuentra en el sur del barrio de Flores.

## Historia
Parmenio Teódulo Piñero (1841-1907) expresó en su testamento la voluntad de donar a la Municipalidad de Buenos Aires la suma de $2.144.881,56, con el propósito de construir con ellos un hospital público. Para ello se eligió finalmente un terreno ubicado entre las actuales calles Lafuente, Balbastro, Varela y Crisóstomo Álvarez, y la piedra fundamental fue colocada el 18 de abril de 1915.
En junio de 1916 comenzaron los trabajos de construcción del nuevo hospital, cuya primera etapa compuesta de un sector de 40 camas destinado a cirugía fue inaugurada el 9 de septiembre de 1917. Como el establecimiento estaba pensado como era costumbre en esa época (un conjunto de pabellones distribuidos en un amplio parque), las siguientes alas (Clínica Médica y Maternidad, que incluye Pediatría) fueron terminadas con los años.[cita requerida]
En las décadas siguientes, los pabellones fueron siendo ampliados de acuerdo a la creciente población del barrio y del sur de la ciudad de Buenos Aires.[cita requerida] En la década del 50 se extendió incorporándose la Unidad de Cuidados Mínimos y la 
de Cuidados Ambulatorios. En 1954 se inauguró una nueva ampliación a cargo del ministro Dr Carillo con capacidad para 220 camas. En la actualidad, el Hospital Piñero cuenta con una capacidad de 400 camas.

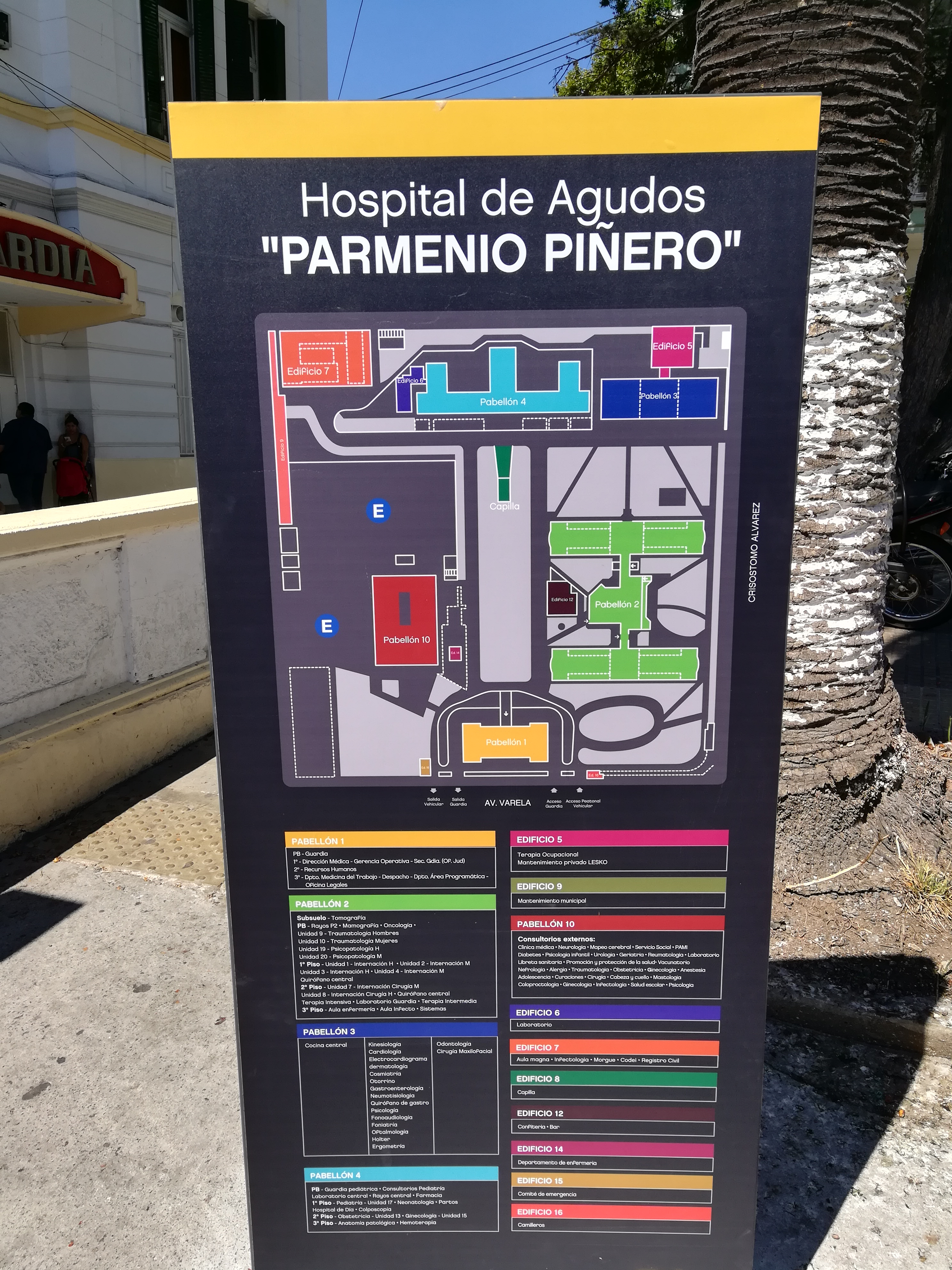
Plano del Edificio del Hospital Piñero, con referencias de Edificios y lugares de interés

En 2017 el estado crítico del hospital denunciado por quienes trabajaban en el lugar y habitantes de la comuna conllevó la elaboración de un informe del estado de situación por parte de la Auditora de la Ciudad de Buenos Aires y de la Defensoría del Pueblo de la Ciudad.
En 2018 la Guardia del Hospital Piñero amplió su construcción, sumando 80 metros cuadrados de superficie. La construcción consistió en  varios pasillos de circulación y de espera, dos consultorios médicos, sanitarios, una sala de shockroom para un puesto de atención, una sala de observación con tres camas y una estación de enfermería.